# Der Republikaner
Der Republikaner war eine Schweizer Tageszeitung, die mehrmals wöchentlich erschien. Der Republikaner war das wichtigste und zuverlässigste Informationsorgan in der Zeit der Helvetik, insbesondere wegen der gewissenhaften Berichterstattung über die politischen Vorgänge.
Die Zeitung wurde 1798 von Paul Usteri und Hans Conrad Escher von der Linth gegründet und erschien erstmals unter dem Titel Der schweizerische Republikaner am 20. Februar 1798. Wohl vertraten die Herausgeber eine positive Einstellung zum neuen Einheitsstaat der Helvetischen Republik, doch kritisierten sie auch die Regierung, was dazu führte, dass die Zeitung unterdrückt wurde und mehrmals ihren Namen wechseln musste. Auch wechselten die Verlage häufig, zu ihnen gehörte Orell, Füssli & Co. in Zürich. Die Zeitung erreichte um 1800 eine Auflage von etwa 200 Exemplaren. Die erste Zeitung erschien wöchentlich, danach mehrmals wöchentlich.
Escher verliess den Republikaner bereits Anfang 1801. Nach Ende der Helvetischen Republik stellte der Republikaner im August 1803 sein Erscheinen ein.

## Übersicht der Namen in chronologischer Reihenfolge
- Der schweizerische Republikaner. 20. Februar 1798–17. November 1799, unregelmässig erscheinend
- Neues helvetisches Tagblatt. 25. Juli 1799–16. April 1800, 6 Mal wöchentlich
- Neues republikanisches Blatt. Nr. 1 (8. Januar 1800)–Nr. 100 (12. März 1800)
- Der neue schweizerische Republikaner. Nr. 1 (21. Mai 1800)–Nr. 510 (9. November 1801), 6 Mal wöchentlich
- Der Republikaner nach liberalen Grundsätzen. Nr. 1 (10. November 1801)–Nr. 36 (27. Dezember 1801), 6 Mal wöchentlich
- Der Republikaner. Nr. 1 (6. Januar 1802)–Nr. 200 (6. August 1803), 4 Mal wöchentlich